# Maya Beiser
Maya Beiser (* 31. Dezember 1963 im Kibbuz Gazit) ist eine US-amerikanische Cellistin.

## Leben und Wirken
Beiser wuchs als Tochter einer französischen Mutter und eines argentinischen Vaters in Israel auf. Sie hatte zunächst Klavierunterricht, bevor sie achtjährig zum Cello wechselte. Als sie elf Jahre alt war, entdeckte sie Isaac Stern, der ihr Mentor wurde. Ihren Militärdienst leistete sie als Cellistin des Israelischen Militärstreichquartetts.
1985 migrierte Beiser in die USA, um an der Musikschule der Yale University zu studieren. Ihre Lehrer waren u. a. Aldo Parisot, Alexander Schneider und Uzi Wiesel. Ihr Rezitaldebüt gab sie 1992 in New York. Im selben Jahr gehörte sie zu den Gründern des Sextetts Bang on a Can All-Stars. Sie begann aber bald, eine solistische Laufbahn zu verfolgen. Ihr erstes Soloalbum Oblivón mit Werken von Astor Piazzolla und Joaquín Nin-Culmell erschien 1999. Sie hatte Auftritte u. a. im Lincoln Center, an der Brooklyn Academy of Music, der Royal Albert Hall, dem Barbican Centre, am Sydney Opera House, im L’Auditori in Barcelona, in der Pariser Cité de la musique und der Konzerthalle von Stockholm. Im Jahr 2003 gab sie ein ausverkauftes Konzert in der Carnegie Hall.
Beiser nahm an zahlreichen internationalen Festivals u. a. in  Chicago, Boston, New Haven, Paris, Amsterdam, Turin, Mailand, Tokio, Taipeh, Athen, Mexiko-Stadt, Havanna, Bogota und Adelaide teil und führte Neue Musik für Cello mit namhaften Orchestern wie dem Detroit Symphony Orchestra, Montreal Symphony Orchestra, dem BBC Concert Orchestra, dem Boston Pops Orchestra, dem Sydney Symphony Orchestra, dem Seattle Symphony Orchestra, dem Shanghai Philharmonic Orchestra und dem Barcelona Symphony Orchestra auf.
Erfolgreich war Beiser auch mit multimedialen Produktionen wie World to Come, Almost Human, Provenance, Elsewhere: A Cello Opera und All Vow. Zu ihren künstlerischen Partnern zählen Louis Andriessen, Philip Glass, Tan Dun, Steve Reich, Brian Eno, Mark-Anthony Turnage, Shirin Neshat, Erin Cressida-Wilson, Robert Woodruff, Missy Mazolli, David Lang, Julia Wolfe, Evan Ziporyn, Pontus Lidberg, Wendy Whelan, Lucinda Childs und Joe Hisaishi.  Als Solistin spielte sie Kompositionen James Newton Howards in den Soundtracks zu M. Night Shyamalans The Happening und After Earth, Denzel Washingtons The Great Debaters, Edward Zwicks Blood Diamond und Rupert Sanders’ Snow White and the Huntsman. Ihre Aufnahme von David Langs world to come IV wurde im Soundtrack zu Paolo Sorrentinos mit einem Oscar ausgezeichneten Spielfilm La Grande Bellezza – Die große Schönheit (2013) verwendet.
Beisers Vortrag bei der TED-Konferenz 2011 wurde mehr als eine Million Mal abgerufen und in 32 Sprachen übersetzt. 2015 wurde sie Distinguished Fellow in Music der United States Artists und 2017 Mellon Distinguished Visiting Artist am MIT Center for Art, Science & Technology. Von ihren zwölf Alben lagen Bowie Cello Symphonic: Blackstar (2020), delugEON (2019), Tranceclassical (2016), Uncovered (2014) und Provenance (2012) an der Spitze der klassischen Musikcharts.